# 滨海国际会展中心
滨海国际会展中心是中国天津市一座已被拆除的的会展中心，会展中心旧址位于天津市滨海新区天津经济技术开发区位于第五大街。该建筑建于2003年，曾举办过多次国际会议和展览，2008年9月25日，滨海国际会展中心曾作为夏季达沃斯论坛的举办地点。2022年11月，滨海国际会展中心已全部拆除，原址将变更用地规划，用于建设商业住宅“格调浅羽花园”。

## 场馆概况
滨海国际会展中心占地总面积达17万平方米，建筑面积达12万平方米，会展中心的展览区域可提供4万平方米的室内展览面积、近2千个国际标准展位和2万平方米的室外展览面积。国际展览中心的会议区域总面积为7500平方米。此外，会展中心还配有7百个车位的地下停车场和1300平方米的厨房。

## 国际交流活动
- 历届滨海国际车展
- 2006年海水淡化及水再利用国际研讨会暨展览会
- 2007年中国企业国际融资博览会
- 2007年第五届PECC国际贸易投资博览会
- 2008年世界经济论坛夏季达沃斯
- 2009年天津国际航空航天展洽会
- 2009年中国国际矿业大会
- 2009年国际生物经济大会
- 2009年第八届中欧工商论坛

## 内部链接
- 天津梅江会展中心
- 国家会展中心